# Mesoligia pulmonariae
Mesoligia pulmonariae är en fjärilsart som beskrevs av Philogène Auguste Joseph Duponchel. Mesoligia pulmonariae ingår i släktet Mesoligia och familjen nattflyn. Inga underarter finns listade i Catalogue of Life.